# Slumsy
Slumsy (czyt. [slamsy] od ang. slums) – region miasta zamieszkany przez biedną ludność (najczęściej imigrantów lub przybyszy z terenów wiejskich). Obszary takie są najbardziej powszechne w wielkich aglomeracjach państw globalnego południa (kiedyś zwanego Trzecim Światem) (np. w Afryce, Indiach czy Ameryce Południowej), ale także w krajach wysokorozwiniętych jak np. SZ. 
Prezydent tego kraju Donald Trump w ramach walki z przestępczością w mieście Waszyngton powiedział w sierpniu 2025 „Pozbywamy się slumsów.” 
Nazwa „slums” wywodzi się od XIX-wiecznych przemysłowych miast brytyjskich, gdzie ponad 60% powierzchni miasta zajmowały zatłoczone dzielnice mieszkaniowe, nierzadko o bardzo niskich standardach życia.
Obecnie większość budynków w slumsach to prowizoryczne konstrukcje zbudowane z tego, co mieszkańcy zdołali znaleźć (np. desek, skrzynek, blachy falistej). Slumsy zazwyczaj są pozbawione utwardzonych dróg, elektryczności, kanalizacji oraz bieżącej wody. Często realną władzę w takich dzielnicach sprawują zorganizowane grupy przestępcze.
Dzielnicami slumsowymi czasem nazywa się również dzielnice w bogatszych i wysoko rozwiniętych krajach świata, gdzie mieszka ludność uboga. Najczęściej są to ogromne skupiska ludzi mieszkających w wysokościowcach, na terenach pozbawionych zieleni itp.
Zwiedzanie przez turystów dzielnic skrajnej biedy, zwłaszcza w krajach biednego Południa, definiowane jest jako turystyka slumsowa.